# Маунт Гретна Хајтс (Пенсилванија)
Маунт Гретна Хајтс (енгл. Mount Gretna Heights) насељено је место без административног статуса у америчкој савезној држави Пенсилванија.

## Демографија
По попису из 2010. године број становника је 323, што је 37 (-10,3%) становника мање него 2000. године.
| Група             | 2000.       | 2010.       |
| Белци             | 341 (94,7%) | 308 (95,4%) |
| Афроамериканци    | 2 (0,6%)    | 0 (0,0%)    |
| Азијати           | 3 (0,8%)    | 2 (0,6%)    |
| Хиспаноамериканци | 5 (1,4%)    | 10 (3,1%)   |
| Укупно            | 360         | 323         |